# Antony Padiyara
Antony Padiyara (11 de fevereiro de 1921 - 23 de março de 2000) foi um arcebispo católico romano e cardeal. Ele foi o Primeiro Arcebispo Maior da Igreja Católica Siro-Malabar. Ele foi Arcebispo Maior de Ernakulam-Angamaly de 1985 a 1996, tendo anteriormente servido como Bispo de Ootacamund (1955-1970) e Arcebispo de Changanassery (1970-1985). Ele foi elevado ao cardinalato em 1988.

## Biografia
Nascido em Manimala , Travancore , Antony Padiyara estudou no Seminário Regional de São Pedro em Bangalore e foi ordenado sacerdote em 19 de dezembro de 1945. Ele foi incardinado na Diocese de Rito Latino de Coimbatore , onde serviu como cura na Peria Kodiveri e pastor em Kollegal e Ootacamund entre 1946 e 1952. Tornou-se reitor do seminário menor em 1952 e professor no Seminário Regional de São Pedro em 1954.
Em 3 de julho de 1955, Padiyara foi nomeado bispo de Ootacamund pelo papa Pio XII. Recebeu sua consagração episcopal no dia 16 de outubro seguinte do bispo René-Jean-Baptiste-Germain Feuga, com o bispo Francis Xavier Muthappa e o arcebispo Matthew Kavukattu servindo como co-consagradores. Depois de participar do Concílio Vaticano II de 1962 a 1965, Padiyara retornou ao Rito Siro-Malabar ao ser promovido a Arcebispo de Changanassery em 13 de junho de 1970. Ele foi eleito vice-presidente da Conferência Episcopal da Índia.(1976), Presidente do Conselho dos Bispos Católicos de Kerala (1983), e Presidente da Conferência dos Bispos Siro-Malabar (1984). Em um dos atos de seu papado de curta duração , o papa João Paulo I nomeou- o Visitador Apostólico dos católicos siro-malabares em Kerala em 8 de setembro de 1978.
Padiyara foi nomeado Arcebispo de Ernakulam-Angamaly pelo Papa João Paulo II em 23 de abril de 1985. Ele foi criado Cardeal Sacerdote de S. Maria "Regina Pacis" Monte Verde no consistório de 28 de junho de 1988. Quando a Arquidiocese de Ernakulam -Angamaly foi elevada ao posto de arquidiocese maior em 16 de dezembro de 1992, Padiyara tornou-se Arcebispo Maior e, portanto, chefe da Igreja Católica Siro-Malabar. Durante este período, os poderes do Arcebispo Maior foram investidos no Pontifício Delegado. Mar Abraham Kattumana (1992-1995). Na Cúria Romana , foi membro da Congregação para as Igrejas Orientais e da Pontifícia Comissão para a Revisão do Código do Direito Canônico Oriental. Após atingir a idade compulsória de aposentadoria de 75 anos, ele renunciou ao cargo de Arcebispo Maior em 11 de novembro de 1996, após onze anos de serviço. Ele foi premiado com o Padma Shri em 1998.
Mais tarde, ele morreu no Cardinal Padiyara Nature Cure Center, em Kakkanad, fundado por ele mesmo, aos 79 anos. Ele está enterrado na Basílica da Catedral de Santa Maria, em Ernakulam.